# Spartan Arrow
Simmonds Spartan Arrow är ett engelskt privatflygplan.   
Flygplanet var en tvåsitsig dubbeldäckare och var en efterföljare till Simmonds Aircraft stora framgång med flygplanet Simmonds Spartan. Flygplanskroppen tillverkades av en träkonstruktion med spryglar och träfanér. Vingar och roderytor var klädda med duk. Prototypen (G-AAWY) flög första gången i maj 1930 med en Cirrus Hermes II motor, den andra prototypen (G-AAWY) användes av Cirrus Aero Engines som provbänk för flygmotorer. Ett flygplan (G-ABST) användes för utvärdera den nya luftkylda motorn Napier.  
När serietillverkningen kom igång valdes de Havilland Gipsy II som standardmotor. Efter att 13 serieflygplan och två prototyper tillverkads lades tillverkningen av modellen ner 1933.
På en av prototypmodellerna ersatte man hjullandstället mot flottörer, efter testflygningar och utvärdering återställdes flygplanet med hjul.
De två prototyperna tillverkades i Southampton medan serietillverkningen kom igång först efter att Simmonds Aircraft flyttat till Isle of Wight.
Till Sverige importerades en begagnad Spartan Arrow som infördes i det svenska luftfartygsregistret 12 april 1937. Flygplanet skrotades och avfördes från luftfartygsregistret 15 februari 1961.
I England finns ett luftvärdigt flygplan kvar (G-ABWP). 